# HTC Titan
L'HTC Titan (stilizzata e commercializzati in maiuscolo HTC TITAN; noto anche come HTC Eternity in Cina, e HTC Ultimate in Brasile), è uno smartphone con sistema operativo Windows Phone 7.5, prodotto dalla High Tech Computer Corporation. È il successore dell'HTC HD7.

## Descrizione
HTC ha annunciato l'HTC Titan il 1º settembre 2011 a Londra. Dispone di schermo S-LCD a 4,7 pollici, il più grande disponibile di qualsiasi dispositivo Windows Phone. L'HTC Titan ha anche un processore da 1,5 GHz con 512 MB di RAM e 16 GB di memoria interna.
Il 9 gennaio 2012 viene annunciato il successore del Titan, il Titan II, primo dispositivo Windows Phone con la tecnologia LTE. Il Titan II è simile al Titan, con un miglioramento della fotocamera a 16 megapixel.